# Alfred Sageder
Alfred Sageder (29. september 1933 - 2017) var en østrigsk roer og dobbelt olympisk medaljevinder.
Sageder vandt bronze i toer uden styrmand ved OL 1956 i Melbourne, som makker til Josef Kloimstein. Fire år senere vandt parret sølv i samme disciplin ved OL 1960 i Rom. Han deltog også ved OL 1964 i Tokyo i disciplinen toer med styrmand.

## OL-medaljer
- 1960:  Sølv i toer uden styrmand
- 1956:  Bronze i toer uden styrmand